# Morski Pułk Ludowej Armii Komucza
Morski Pułk Ludowej Armii Komucza (ros. Морской полк Народной армии Комуча) – jednostka wojskowa białych podczas wojny domowej w Rosji.
4 sierpnia 1919 r. w Omsku rozpoczęło się formowanie Samodzielnego Morskiego Batalionu Ćwiczebnego. W jego skład weszły m.in. załogi okrętów wojennych i rzecznej Flotylli Kamskiej. Osiągnął stan liczebny 1694 szeregowych i podoficerów oraz ok. 70 oficerów. Dowódcą został kpt. 2 rangi P. W. Tichmieniew. Na pocz. września batalion trafił na front. Początkowo znajdował się w rezerwie 3 Armii. Od 4 września był podporządkowany dowództwu Grupy Ufimskiej gen. mjr. Siergieja N. Wojciechowskiego. Od I poł. września prowadził działania bojowe. 10 września toczył ciężkie walki w rejonie wsi Połomskaja, zaś w nocy na 11 września pod wsią Dubrownoje. Zginął wówczas m.in. kpt. 2 rangi P. W. Tichmieniew, jeden z dowódców kompanii por. Scipion I. De-Kampo i 12 innych oficerów. Pod koniec września w batalionie pozostało jedynie kilkudziesięciu żołnierzy. W związku z tym został wycofany z frontu do Omska, uzupełniony nowo zmobilizowanymi i rozwinięty w 2-batalionowy Pułk Morski. Nowym dowódcą został płk W. D. Piesocki. 13 listopada wymaszerował on w kierunku Nowonikołajewska. Następnego dnia wojska bolszewickie zdobyły Omsk. W I poł. stycznia 1920 r. uczestniczył w tzw. Wielkim Syberyjskim Marszu Lodowym przez zamarznięte Jezioro Bajkał. Pułkownik W. D. Piesocki podjął rozmowy z dowództwem bolszewickiej 1 Bratskiej Dywizji Partyzanckiej w celu uzyskania pozwolenia na przejście przez obszar kontrolowany przez partyzantów w kierunku Irkucka. Dalszy marsz Pułku Morskiego odbywał się pod nadzorem partyzantów. Przed Irkuckiem dowództwo Pułku wysłało delegację do sztabu bolszewickiej Wschodnio-Syberyjskiej Armii. Dostało zgodę na wejście do miasta, pod warunkiem zdania większości broni i wyposażenia wojskowego. W Irkucku doszło do napadów zbrojnych bolszewickich partyzantów na żołnierzy Pułku. W tej sytuacji płk W. D. Piesocki wraz ze swoim zastępcą udali się do sztabu bolszewickiej 5 Armii, gdzie przeszli na stronę bolszewików. Dowodzenie Pułkiem przejął por. D. N. Fiedotow. Ostatecznie wszyscy żołnierze Pułku zostali aresztowani i uwięzieni, ale wkrótce wyszli na wolność dzięki staraniom por. D. N. Fiedotowa. Żołnierze zostali zdemobilizowani, a po pewnym czasie wyaresztowani indywidualnie przez Czeka.